# استان بیوکو سور
استان بیوکو سور (به لاتین: Bioko Sur Province) یک استان در گینه استوایی است. استان بیوکو سور ۱٬۲۴۱ کیلومتر مربع مساحت و ۳۴٬۶۲۷ نفر جمعیت دارد.